# Ligne d'Auray à Pontivy
La ligne d'Auray à Pontivy, est une ligne ferroviaire, à voie unique et écartement normal, dont le tracé est entièrement situé sur le département du Morbihan entre les villes d'Auray et Pontivy.
Elle constitue la ligne 474 000 du réseau ferré national.

## Histoire

### Chronologie
- 20 juin 1855, concession à la Compagnie du chemin de fer de Paris à Orléans[2],
- 18 décembre 1864, mise en service d'Auray à Napoléonville[3],
- 2 octobre 1949, fermeture officielle du trafic voyageurs.

### Origine
Le 14 juin 1855, la Compagnie du chemin de fer de Paris à Orléans (PO) signe avec le ministre de l'Agriculture, du Commerce et des Travaux publics, agissant au nom de l'État, une « Convention relative à la concession du chemin de Nantes à Châteaulin ». L'article premier précise que la concession inclut un « embranchement sur Napoléonville » (nom de Pontivy jusqu'en 1870), l'article deux que cet embranchement se détachera, de la ligne principale, « en un point qui sera déterminé par l'administration supérieure » et dans son article trois que le délai pour sa construction est de neuf ans à partir de la date du décret d'approbation de cette convention. Le cahier des charges indique notamment : que les terrains doivent être acquis et les ouvrages d'arts construits pour l'établissement de deux voies, mais que néanmoins les terrassements peuvent être exécutés pour une seule voie ; que c'est l'administration qui peut exiger de la compagnie la pose d'une deuxième voie si l'accroissement de la circulation lui paraît le nécessiter ; que les surfaces acquises, non utilisées pour la pose d'une deuxième voie, ne peuvent avoir un autre emploi ; et que les pentes et rampes ne peuvent excéder 12 millimètres par mètre.
Le décret impérial, du 20 juin 1855, approuve la convention passée, le 14 juin 1855, pour la concession du chemin de fer de Nantes à Châteaulin, avec embranchement sur Napoléonville.

### Études
Le choix définitif du tracé et de son point de départ va être l'objet de négociations. Napoléon III voit Napoléonville comme une plaque tournante de la Bretagne et étant une ville de garnison elle doit avoir une liaison aisée avec Lorient, la princesse Élisa Napoléone Baciocchi, qui dispose d'un château à Colpo, préfèrerait Vannes et plusieurs communes, Auray, Brandérion, Hennebont et Landévant sont candidates à ce que leur station soit l'origine de la ligne.
En 1858, la Compagnie du PO présente un premier projet sommaire du tracé de l'embranchement sur Napoléonville. Elle a choisi de faire débuter la ligne à Auray pour avoir le bénéfice d'un port à proximité et de favoriser autant les parcours sur Lorient que ceux sur Vannes. À la sortie d'Auray la voie suivrait les vallées du Loc et d'un de ses affluents, puis franchirait en souterrain le faîte de Camors, pour descendre dans la vallée de l'Ével puis remonter sur Baud, qui est contourné pour franchir par un souterrain l'endroit le plus étroit du coteau sur lequel la ville est adossée. La ligne doit ensuite monter sur le plateau de Pluméliau pour redescendre en ligne directe sur Napoléonville. Le tracé de cet avant-projet, qui passe par Saint-Thuriau, n'est finalement pas adopté.
En 1859, les études sont en cours de réalisation sur plusieurs points, elles ne sont terminées qu'aux abords de Napoléonville où le conseil municipal doit se prononcer sur l'emplacement de la station qui peut avoir une influence sur celui de l'église à construire. En 1860, les études pour le tracé et la construction de la ligne sont toujours en cours et la Compagnie du PO a trouvé un accord avec les élus de Napoléonville pour l'emplacement de la gare d'arrivée. En 1861, un décret prévoit le prolongement de l'embranchement de Napoléonville jusqu'à Saint-Brieuc et une enquête comparative est en cours pour déterminer s'il ne serait pas préférable de mettre son point d'origine à la station de Vannes plutôt qu'à celle d'Auray.
Le 17 juin 1862, une décision ministérielle fixe définitivement le point de départ de la ligne à Auray et approuve un nouveau tracé qui diffère de l'avant-projet notamment après Baud puisqu'il ne rejoint pas le plateau mais la vallée du Blavet. Ce qui nécessite la construction de plusieurs ouvrages d'arts. Le choix définitif de ce tracé est stratégique et politique, c'est un compromis destiné à satisfaire l'impératif d'une liaison facile avec Lorient, la ville la plus importante du département qui dispose d'un arsenal, et Vannes, ville préfecture.

### Travaux

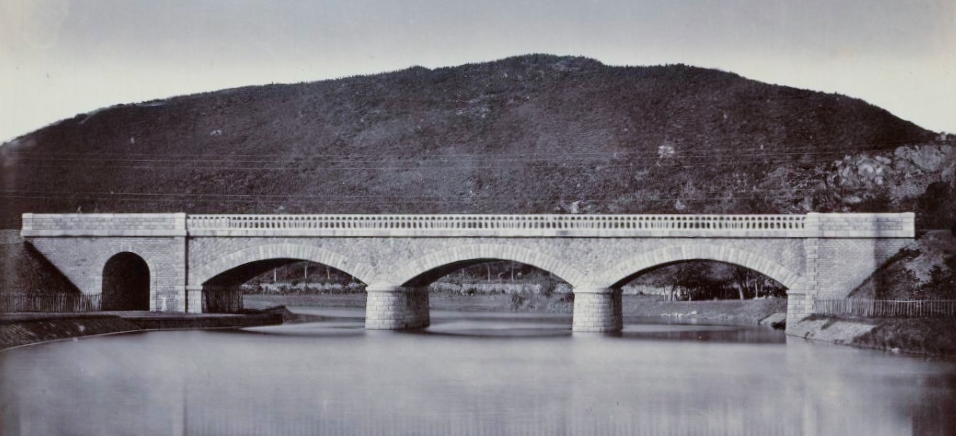
Le pont du Strat sur le Blavet (communes de Pluméliau et Bieuzy), photographie de Jules Duclos).

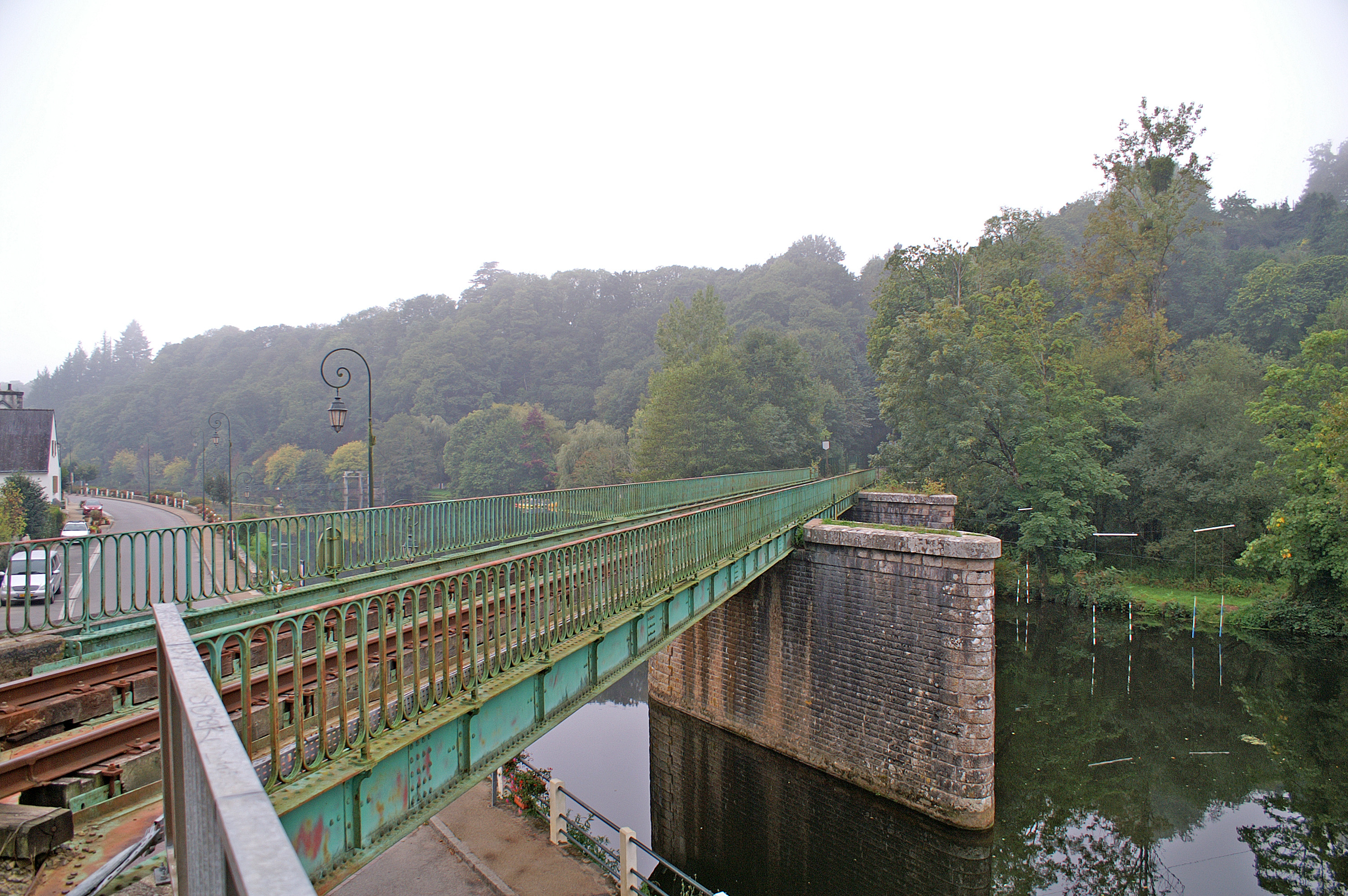
Pont en biais de Saint-Nicolas, prévu pour deux voies avec le tablier d'origine pour une voie.

La ligne est prévue pour être mise à double voie, mais les travaux ne concernent que la construction d'une voie unique. Néanmoins les ouvrages d'arts, les tunnels et les ponts sont au gabarit pour le passage d'une double voie.
Le chantier est divisé en plusieurs lots : celui de Pluvigner, qui comprend 17 km de la ligne, est adjugé à l'entreprise Perrichon ; celui de Baud, long de 15 km, est adjugé à l'entreprise Ferron ; celui de Napoléonville, long de 19 km, qui comprend également le ballastage et la pose des rails sur l'ensemble de la ligne, est adjugé à l'entreprise Catiant & Allard ; et le dernier, composé de la fourniture des ponts métalliques notamment ceux prévus pour le franchissement du Blavet, est adjugé à une entreprise du Creusot.
En 1863, le chantier avance, tous les ponts sont fondés ou vont l'être pendant la période de chômage des canaux. Le percement des souterrains de Botchoss et de Saint-Nicolas est commencé, et sur le reste de la ligne les chantiers en pleine activité n'offrent pas de difficultés. Les enquêtes pour l'emplacement des stations ont été effectuées, seule celle de Baud a donné lieu à des réclamations, ce qui impose une contre-enquête. En juillet 1864, les travaux fortement activés depuis un an sont très avancés, la pose des tabliers, en tôle, sur les ponts du Blavet et le ballastage de la voie sont en cours d'exécution. L'ingénieur en chef du contrôle prévoit une ouverture de la ligne au mois de novembre.

### Inauguration

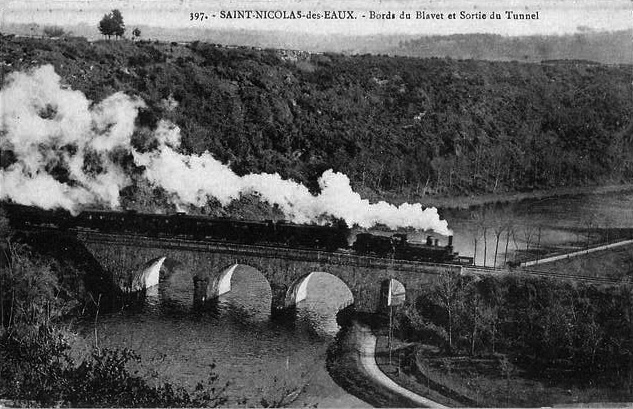
Un train sur le pont de Gueltas vers 1900.

La ligne est ouverte pour l'inauguration le 18 décembre 1864.

### Temps forts de l'existence de la ligne
La ligne est reprise par l'Administration des chemins de fer de l'État (État) en 1934, et elle entre dans le giron de la Société nationale des chemins de fer français (SNCF) lors de la nationalisation du réseau ferré national de 1938.
le 2 octobre 1949 la décision est prise de l'arrêt du trafic régulier de trains voyageurs sur la totalité de la ligne entre les gares d'Auray et de Pontivy. Néanmoins la SNCF n'appliquera cette décision qu'en 1951 et elle fera encore circuler des trains spéciaux réservés aux voyageurs jusque dans les années 1960.
En 1997, la gestion de la ligne est reprise par Réseau ferré de France (RFF) qui en devient propriétaire.
Sur la ligne maintenant réservée au trafic fret, important de 1870 à 1970, la traction des trains est effectuée par des locomotives diesel.

## Caractéristiques

### Tracé
Après avoir quitté la gare d'Auray l'embranchement se détache de la ligne de Savenay à Landerneau à un point situé à 4 km (alt. 34 m), il rejoint Pluvigner, monte jusqu'à Lambel (alt. 97,5 m) et redescend vers la gare de Baud, franchit l'Ével et passe en tunnel avant de traverser le Blavet (alt 29,5 m) dont il remonte la vallée en le franchissant plusieurs fois, à Saint-Rivalain, puis deux fois entrecoupé d'un tunnel à Saint-Nicolas des Eaux et une dernière fois juste avant d'arriver à Pontivy (alt 59 m).

### Voie et ouvrages d'art

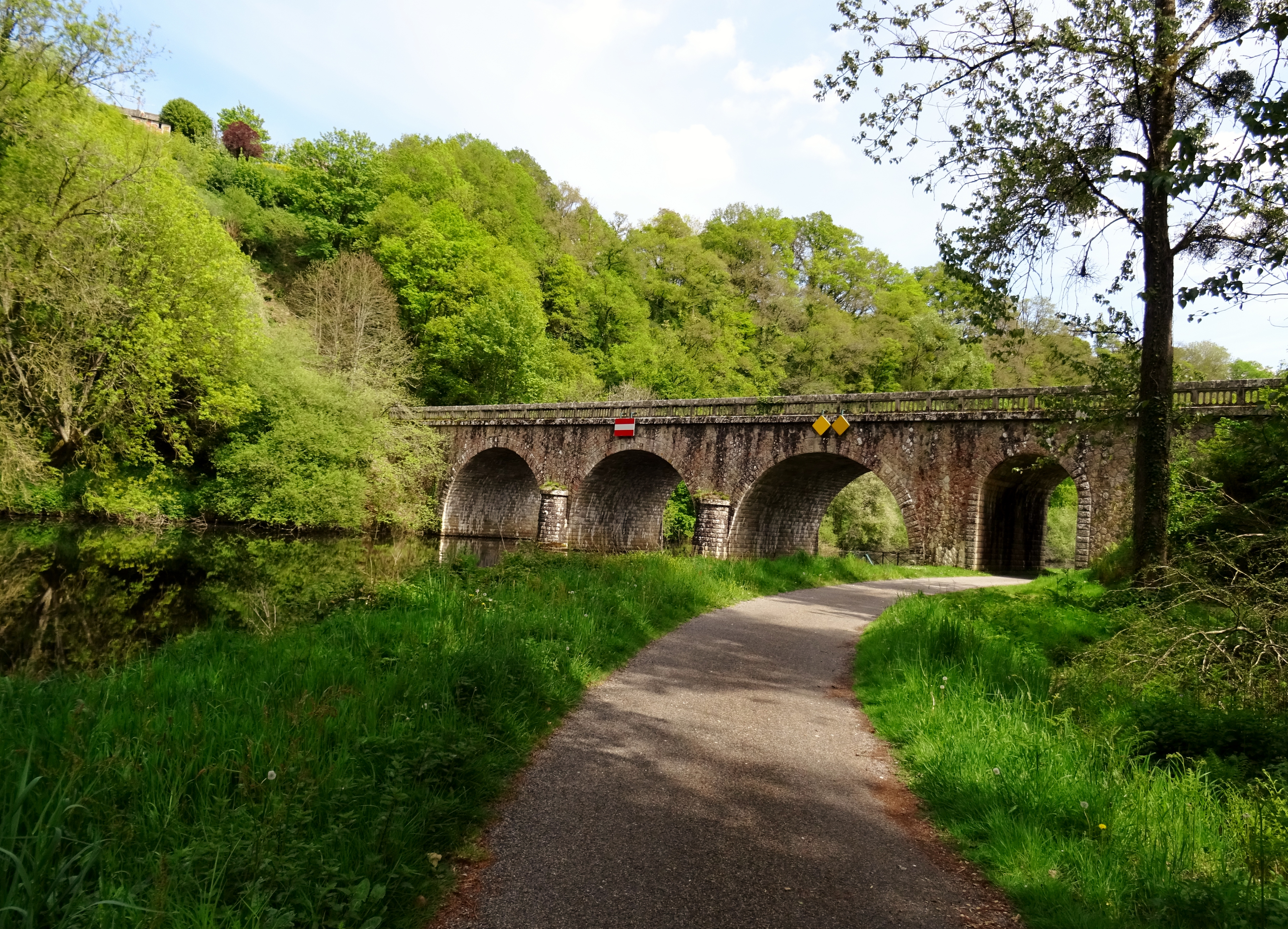
Pluméliau-Bieuzy : le pont ferroviaire de Gueltas sur le Blavet juste avant l'entrée du tunnel de Castennec.

Comme spécifié dans la concession, l'emprise est prévue pour deux voies, sa largeur moyenne est de 28 mètres, mais les travaux de terrassement de la plateforme n'ont été effectués que pour une seule voie. Le tracé, comporte quelques principaux ouvrages d'arts : deux petits tunnels : le tunnel de Botchoss d'une longueur de 131 mètres, et le tunnel de Castennec long de 144 mètres, et six franchissement du Blavet par des ponts, il comprend également cent-vingt-sept ouvrages ordinaires permettant le franchissement de petits cours d'eau, ainsi que des routes et chemins. L'ensemble de ces ouvrages est prévu pour deux voies, sauf les tabliers métalliques des ponts conçus pour une seule voie. À l'origine il y a vingt-trois passages à niveau avec une habitation de garde barrière.

## Exploitation

### Trafic marchandises
Depuis l'arrêt du trafic voyageurs, la ligne est parcourue par des trains de marchandises. La ligne dessert les EP du Gouessant et Glon entre Pontivy et Saint-Gérand (Transport de céréales). La traction a été assurée par Euro Cargo Rail, puis par Colas Rail après le retrait d'ECR de la péninsule bretonne.

### Train touristique
La ligne a été parcourue par les trains touristiques « Train Blavet Océan » affrétés ponctuellement par l'association PARB'ER qui essaie de faire revivre une activité voyageur sur la ligne entre la gare d'Auray et la gare de Pontivy en organisant quelques circulations chaque année
Un train touristique baptisé « Napoléon Express » circule de fin juin à août 2021 entre les gare de Pontivy et de Lambel - Camors avec les autorails de l'association CFCB, basée à Loudéac. En 2024, sur quatre dates de la saison estivale, les autorails parcourent l'intégralité de la voie jusqu'à Auray.

## Galerie de photographies

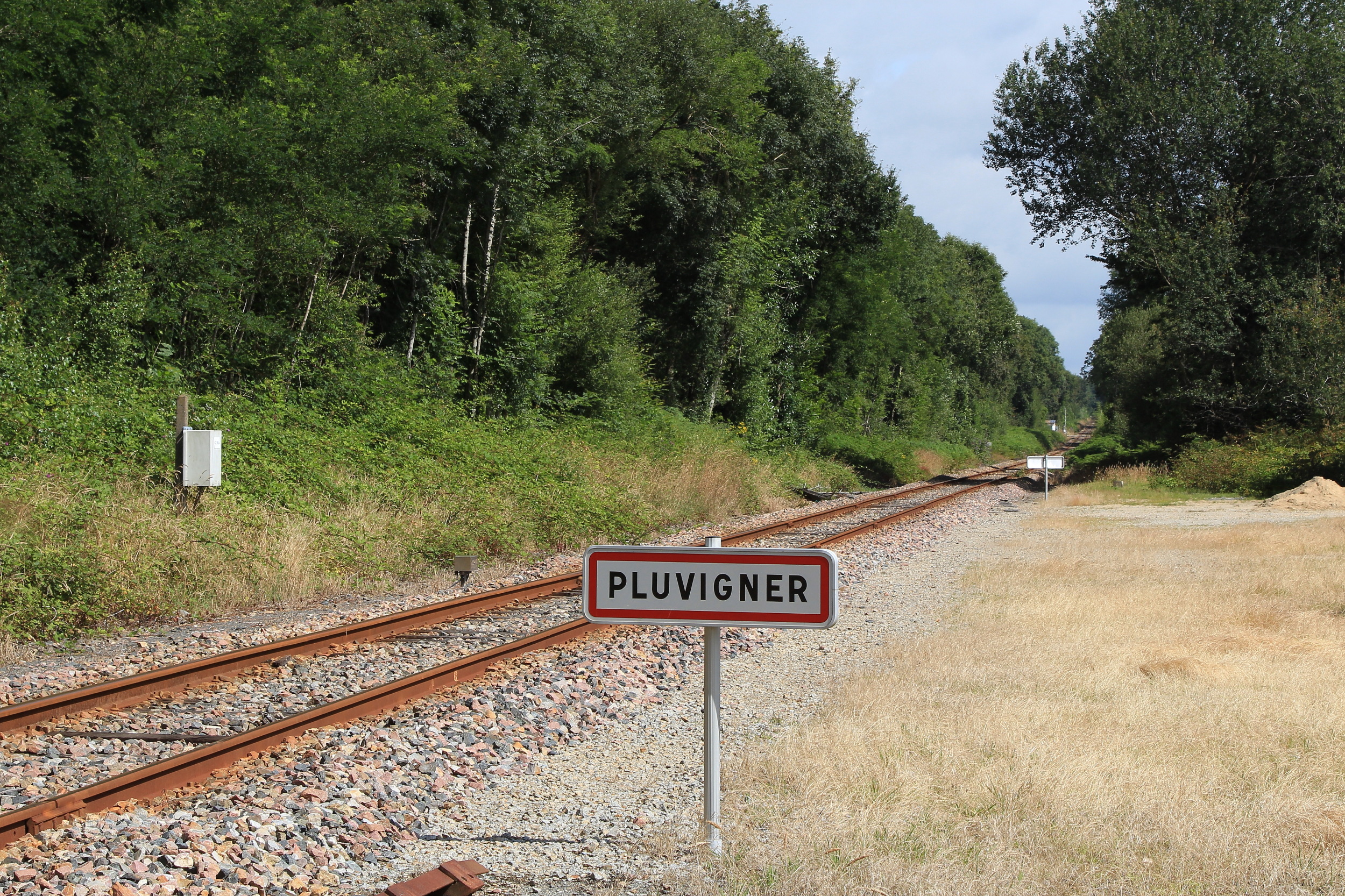
Ancienne gare de Pluvigner
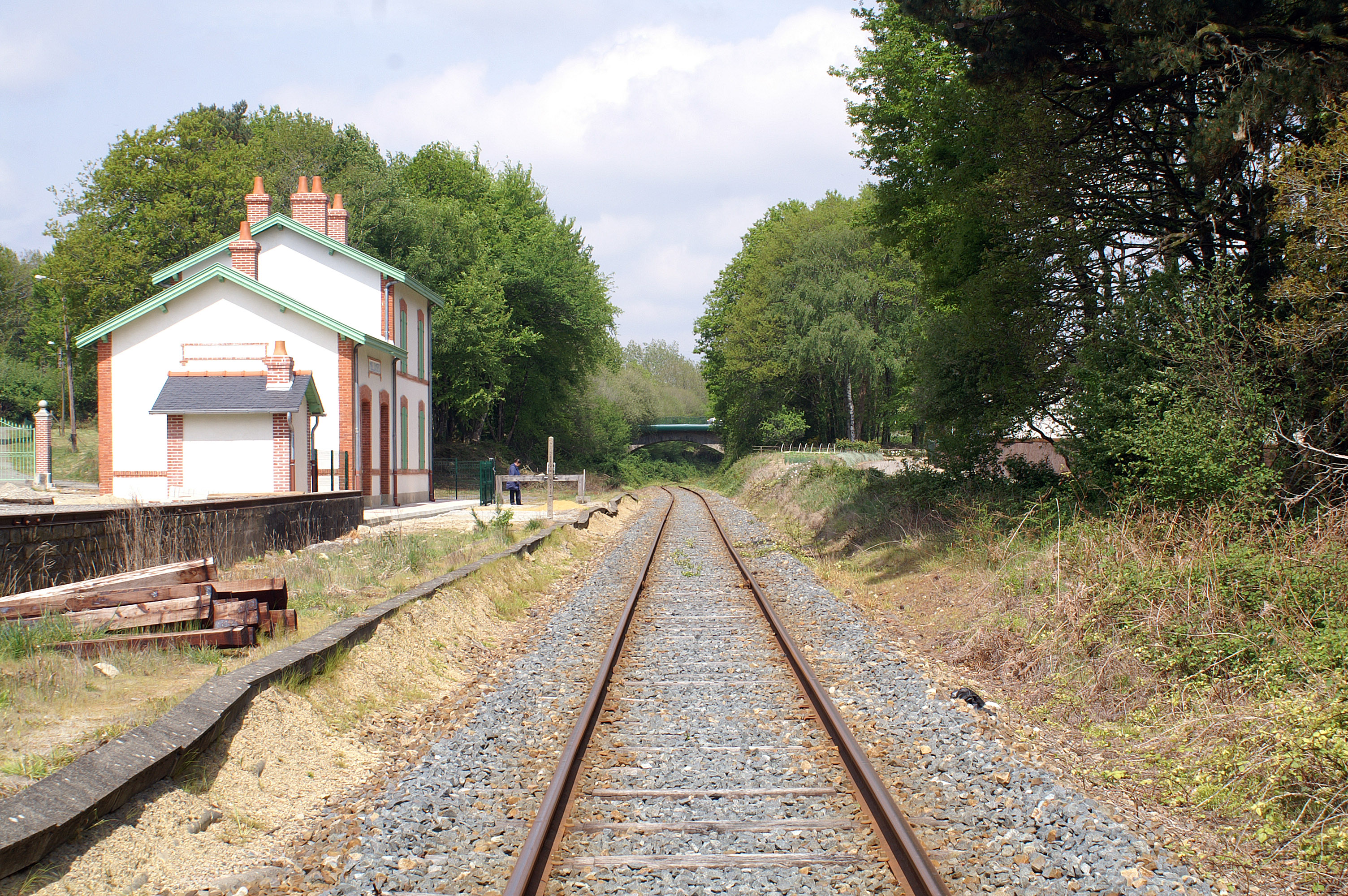
Gare de Lambel - Camors
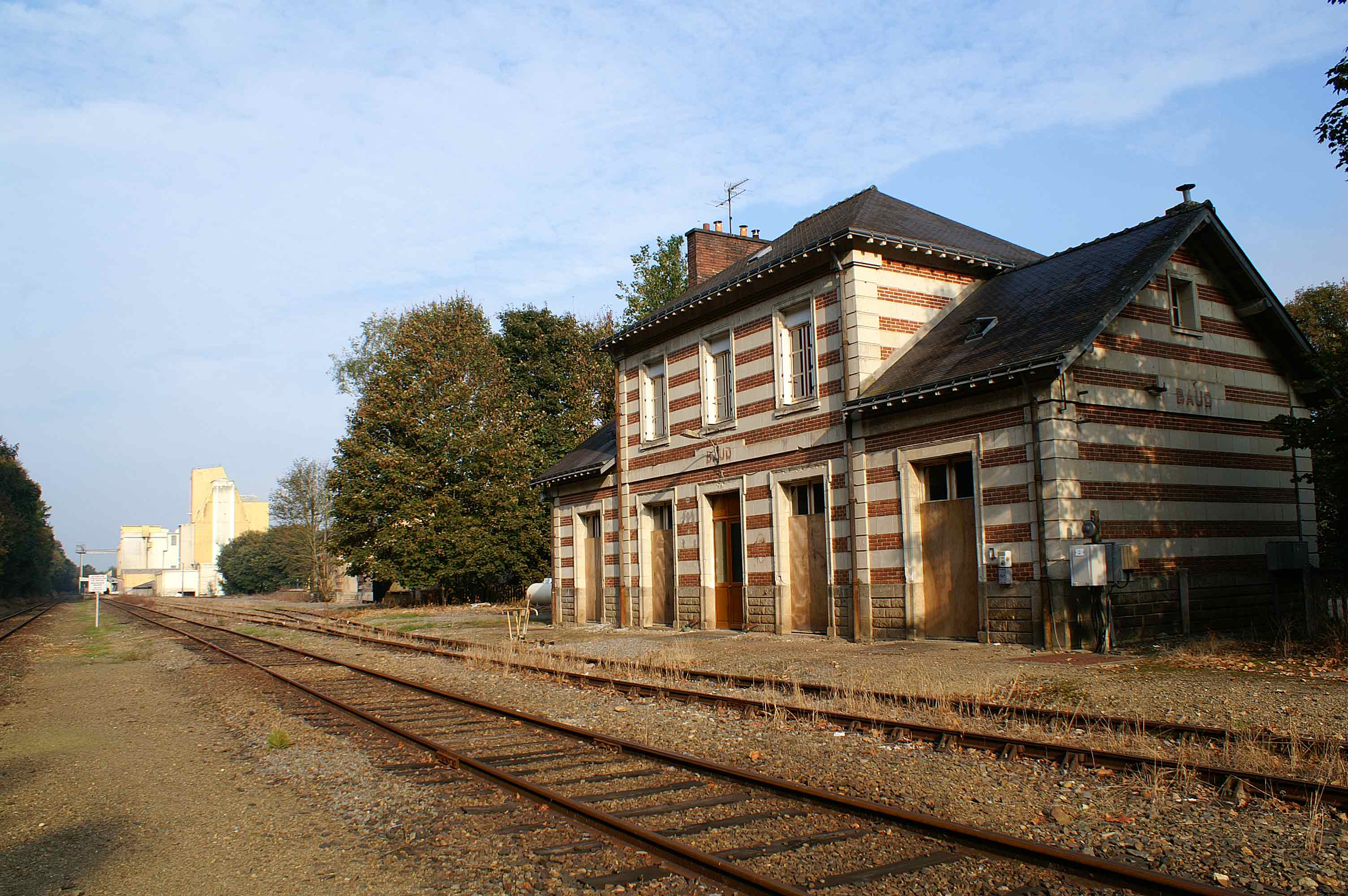
Gare de Baud et usine Unicopa
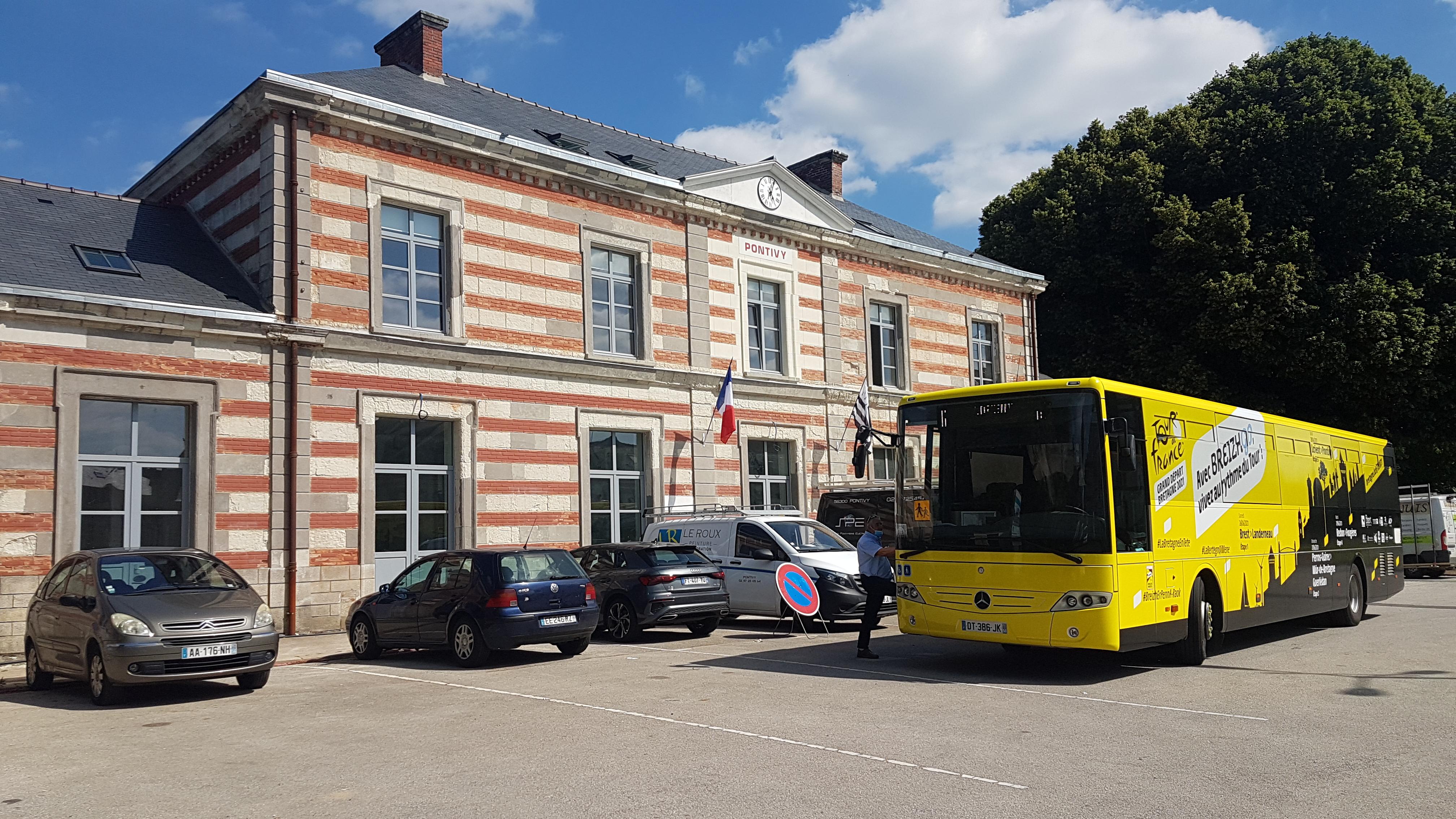
Gare de Pontivy